# 로라 리건
로라 리건(영어: Laura Regan, 1977년 1월 1일 ~ )은 캐나다의 배우이다. 드라마 《매드맨》에서 제시카 크레인 역을, 《마이너리티 리포트》에서 애거사 역을 맡았다. 영화 《할로우 맨 2》에서 닥터 매기 돌턴 역으로 출연했다.

## 방송
- 마이너리티 리포트

## 영화
- 마이너리티 리포트 (2015년)
- 아틀라스 슈러그드: 파트 3 (2014년)
- 하우 투 비 어 시리얼 킬러 (2008년)
- 데드 사일런스 (2007년) - 리사 애쉔 역
- 보이즈 게임 (2007년)
- 할로우 맨 2 (2006년) - 닥터 매기 댈턴 역
- 블랙 호크 다운 - 에스케이프 (2003년)
- 데이 (2002년) - 줄리아 런드 역
- 마이 리틀 아이 (2002년)
- 썸원 라이크 유 (2000년) - 이블린 역
- 언브레이커블 (2000년)
- 저징 에이미 (1999년)